# Tamaș
Tamaș este un nume de familie românesc și prenume maghiar care se poate referi la:
- Corneliu Tamaș, arhivist, cercetător și scriitor român
- Maria Tamaș, grafician și pictor român
- Angela (Tamaș-)Alupei, canotoare română
- Gabriel (Sebastian) Tamaș, fotbalist român
- Dorel Tamaș, om de afaceri român